# 2 août 1974
Le vendredi 2 août 1974 est le 214e jour de l'année 1974.

## Naissances
- Angel Boris, mannequin de charme et actrice américaine
- Angie Cepeda, actrice colombienne
- Barış Yarkadaş, homme politique, journaliste et écrivain turc
- Danilo Toninelli, politicien italien
- David Hamed, footballeur français
- Emma, chanteuse galloise
- Eva De Bleeker, femme politique belge
- Jaume Comas, joueur de basket-ball espagnol
- Kimmo Savolainen, sauteur à ski finlandais
- Krzysztof Mehlich, athlète polonais
- Liz Lieu, joueuse professionnelle de poker vietnamienne
- Nabil Bouchlal, joueur de football néerlandais
- Paul Grasmanis, joueur de football américain
- Peter Rasmussen, joueur de badminton danois

## Décès
- Douglas Hawkes (né le 11 septembre 1893), Coureur automobile anglais
- Margaret Pilkington (née le 25 novembre 1891), graveuse britannique
- Maurice Tardy (né le 22 février 1910), Président de la Fédération française de rugby à XIII
- Michèle Watrin (née le 22 janvier 1950), actrice française
- Ralph St. Germain (né le 19 janvier 1904), joueur et entraîneur de hockey sur glace canadien

## Événements
- Début du championnat de France de football 1974-1975